# 머더 미스터리
《머더 미스터리》(영어: Murder Mystery)는 2019년 공개된 미국의 코미디 미스터리 영화이다. 애덤 샌들러가 제작하고 주연을 맡았으며, 제니퍼 애니스턴, 루크 에번스, 제마 아터턴, 아딜 아흐타르, 테런스 스탬프 등이 출연했다. 카일 뉴어첵 감독이 연출했다.
2019년 9월 14일 넷플릭스에서 공개되었다.
2023년 3월 31일 속편 《머더 미스터리 2》가 공개되었다.

## 줄거리
뉴욕 경찰관인 닉 스피츠는 형사가 되려고 하지만 시험에서 계속 떨어지는 바람에 미용사인 아내 오드리를 볼 낯이 없다. 하지만 결혼 15주년을 맞아 형사가 되었다는 거짓말을 치고 신혼 때의 약속이었던 유럽 여행을 선물한다. 유럽행 비행기 안에서, 닉의 코골이를 견디다 못해 1등석 칸을 찾은 오드리는 매력적인 백만장자 찰스 캐번디시와 만난다. 찰스는 오드리에게 자기 약혼자를 가로챈 삼촌 맬컴 퀸스의 이야기를 해주고, 부부를 요트에서 치러지는 삼촌의 결혼 파티에 초대한다. 닉은 처음에 거부했지만, 도착지인 스페인 말라가에서 처참한 관광버스를 보자 곧바로 초대를 받아들인다.
호화로운 요트에 올라 탄 부부는 찰스의 전 약혼자인 수지, 찰스의 사촌 토비, 유명 여배우 그레이스, 장교인 울렝가 대령과 경호원 세르게이, 마하라자로 불리는 비크람, F1 레이싱 선수인 후안 카를로스와 만난다. 이들은 모두 맬컴의 유산 상속자들이었다. 그리고 그날 저녁, 연회에서 맬컴이 나타나서, 다른 상속자들은 돈만 보고 자신을 따르고 있으니 아내인 수지에게 모든 유산을 넘기겠다는 선언을 한다. 맬컴이 모두의 경악을 무시하고 유언장에 서명을 하려던 순간, 연회장의 불이 꺼진다. 다시 불이 들어오고 보니 맬컴은 가슴팍에 단검이 박힌 채 죽어 있었다.
혼란한 와중 사람들이 시신에 손을 댄다. 그러자 닉이 형사를 참칭하고 이 안에 범인이 있다고 선언한 뒤 모두 방에 돌아가게 한다. 얼마 지나지 않아 이번에는 총성이 울리고, 맬컴의 외아들인 토비가 총으로 자살한 모양새로 죽는다. 다음날 배는 모나코 몬테카를로에 정박하고, 모두는 프랑스의 수사관 들라크루아의 심문을 받게 된다. 관련자들은 유일한 외부인이었던 닉과 오드리 부부가 수상했다고 증언하고, 수사관은 부부를 유력 용의자로 몰아세운다. 수사가 이루어지고 참석자들은 호텔에 머물게 된다. 모나코 그랑프리를 관람하면서, 닉과 오드리는 참석자들과 이야기하며 진범을 수색한다.
그날 밤 경호원 세르게이는 부부를 몰래 자신의 방으로 부른다. 그는 자기가 모시는 대령을 범인으로 의심하고 있다고 털어놓는다. 과거 대령이 목숨을 바쳐 맬컴을 구하고 혼수상태에 빠지자, 맬컴이 대령의 약혼자인 마들렌을 가로채어 결혼하였고, 마들렌은 출산하다 아기와 함께 사망했다는 것이었다. 말을 마치자 갑자기 누군가가 방 문을 노크하고, 세르게이는 부부를 옷장에 숨긴다. 총성이 들려 부부가 뛰쳐나와 보니 세르게이는 총을 맞고 쓰러져 죽는다. 부부는 의심받을까봐 창문을 통해 탈출하는데, 도중에 옆방에서 치실질을 하고 있던 대령, 그리고 원나잇을 시도하던 비크람과 그레이스를 발견한다. 호텔을 빠져나온 부부는 뉴스에서 지명수배된 자신들의 모습과, 닉이 형사라고 거짓말을 했다고 말하는 들라크루아 수사관을 본다.
오드리는 실망해서 닉을 떠나고, 자기를 구하러 온 찰스의 차를 타고 이탈리아에 있는 찰스의 저택으로 떠난다. 닉은 짐작가는 바가 있어, 미국에 연락해 친구인 경찰관에게 연락해 사망확인서를 조회해 달라고 한다. 다음날 닉은 수지를 쫓아 이탈리아 코모 호수에 있는 도서관을 찾았다가, 찰스의 차를 타고 온 오드리와 재회한다. 오드리는 찰스의 차에 있는 수지의 소지품을 발견한 참이었고, 부부는 찰스와 수지가 여전히 사랑하는 사이이며 범인일 거라고 예측한다. 도서관에서 부부를 노리는 총잡이가 나타나고, 부부는 달아나다가 후안 카를로스, 그리고 수지와 만난다. 그들은 수지에게 진실을 요구했지만 수지가 뭔가 말하려는 찰나, 가면 쓴 누군가가 독침을 쏘아 수지를 죽인다. 닉은 후안 카를로스와 함께 가면을 쫓지만 실패하고, 대신 접시를 날려 얼굴을 맞히는 데에는 성공한다.
부부는 찰스를 진범으로 지목하고 수사관을 비롯해 참석자들을 저택으로 불러모은다. 그러나 찰스는 저택에서 중독되어 죽어 있었다. 부부는 추리를 수정하여 남은 사람들 중에서 진짜 범인을 골라 낸다. 모두가 모인 자리에서 부부는 그레이스를 범인으로 지목한다. 그레이스는 사실 죽은 것으로 알려졌던 맬컴과 마들렌의 사생아였다. 토비를 꼬드겨 자신이 불을 끈 사이 아버지를 죽이게 하고, 남은 경쟁자인 토비를 제거한 것이었다. 그레이스는 증거가 없다면서 자리를 떠나려고 했지만, 오드리가 그레이스의 모자를 벗겨 닉이 접시를 던져 맞힌 상처를 드러낸다. 그레이스는 오드리를 인질로 잡지만 닉이 총을 쏘아 제압한다.
그레이스가 체포되고 축하하는 분위기가 조성된다. 그러나 비크람은 그레이스가 세르게이 건에 대해서는 알리바이가 있음을 제시한다. 곧 줄곧 영어를 못 알아듣는 척하고 있던 후안 카를로스가 그레이스의 공범임이 드러난다. 맬컴 때문에 사고를 당한 아버지에 대한 복수였음을 소리치는 후안 카를로스는 들라크루아 수사관을 인질로 잡고 차를 타고 도주한다. 얼떨결에 오드리가 페라리 테스타로사의 운전대를 잡고 닉과 함께 후안 카를로스를 쫓게 된다. 오드리의 의외의 활약으로 후안 카를로스의 차는 동상에 들이박고, 닉이 후안 카를로스와 대치한다. 그러다 일전의 관광버스에 후안 카를로스가 치어 죽는다.
사건이 해결된 후 들라크루아 수사관은 감사 표시로 뉴욕 경찰에 닉을 형사로 추천하겠다고 말한다. 부부는 열차를 타고 남은 여행을 떠나는데, 열차 겉면에는 오리엔트 특급이라는 글자가 쓰여 있다.

## 출연
- 애덤 샌들러 - 닉 스피츠 역. 형사 시험에 매번 낙방하는 경찰관. 요트에서 살인 사건이 벌어지자 형사를 자처하고 범인을 추적한다.
- 제니퍼 애니스턴 - 오드리 스피츠 역. 추리 소설 마니아인 미용사. 소설에서 본 클리셰를 바탕으로 범인을 추리해 나간다.
- 루크 에번스 - 찰스 캐번디시 역. 오드리가 1등석에서 만난 잘생긴 억만장자. 스피츠 부부를 삼촌의 요트 파티에 초대한다.
- 테런스 스탬프 - 맬컴 퀸스 역. 캐번디시의 부유한 삼촌.
- 제마 아터턴 - 그레이스 밸러드 역. 닉이 열렬한 팬인 유명 여배우. 아주 아름답지만 대부분 성형이라고 한다.
- 데이비드 월리엄스 - 토비 퀸스 역. 맬컴의 외아들이자 캐번디시의 사촌. 아버지가 죽고 재산을 상속할 예정이다.
- 다니 분 - 로랑 들라크루아 수사관 역. 프랑스의 범죄 수사관으로 관련자들의 증언을 들은 뒤 스피츠 부부를 의심한다.
- 존 카니 - 찰스 울렝가 대령 역. 나미비아의 군 장교로 과거 맬컴의 목숨을 구하고 눈과 손 한 쪽씩을 잃었다.
- 아딜 아흐타르 - 비크람 시반 고빈단 마하라자 역. 힙합식으로 말하는 아시아인.
- 올라뷔르 다리 올라프손 - 세르게이 라덴코 역. 울렝가 대령의 우람한 러시아인 경호원. 프랑스 피가 섞였다고 한다.
- 루이스 헤라르도 멘데스 - 후안 카를로스 리베라 역. 맬컴의 친척이자 F1 레이서, 영어를 못 알아듣는다.
- 구츠나 시오리 - 수지 나카무라 역. 캐번디시의 약혼자였으나 돈많은 삼촌인 맬컴의 여자가 된 일본인.
- 에릭 그리핀 - 지미 스턴 역. 닉의 경찰관 친구.
- 수피 브래드쇼 - 홀리 역
- 앨런 코버트 - 아버지 관광객 역
- 니콜 랜들 존슨 - 매리솔 역
- 안드레이아 벤더월드 - 고객2 역
- 재키 샌들러 - 아름다운 승무원 역

## 기타 제작진
- 총괄 제작: 제니퍼 애니스턴, 배리 버나디, 보 플린, 줄리 골드스틴, 베스 코노, 루커스 스미스, 샬리즈 세런